# EPIRB
Een EPIRB (Emergency Position Indicating Radio Beacon) is een noodradiobaken dat uitsluitend gebruikt wordt aan boord van schepen. Conform de bepalingen van het GMDSS dient ieder SOLAS-schip dit apparaat aan boord te hebben. Een EPIRB mag alleen gebruikt worden wanneer de normale communicatie via marifoon, midden- of kortegolfzender of satellietverbinding niet meer mogelijk is.

## Doel
De EPIRB heeft als doel:
- bij een zinkend schip automatisch vrij te komen en een alarmmelding te versturen naar een RCC (Rescue Coordination Centre);
- om vanuit een groepsreddingsmiddel (reddingsboot, reddingsvlot, etc) een alarmmelding uit te sturen;
- vanuit het schip een alarmmelding te versturen indien men in nood met de normale communicatie geen bevestiging ontvangt.

## Werking
De werking van de EPIRB berust op het gebruik van satellieten. De gebruikte satellieten zijn onderdeel van het Cospas-Sarsat-systeem. Dit is een internationaal opsporings- en reddingssysteem, dat ontwikkeld is door de Verenigde Staten, Rusland, Canada en Frankrijk.
Na activatie zendt het baken op hoge frequentie (406 MHz) een signaal uit dat wordt opgepikt door één of meerdere Cospas-Sarsat-satellieten. De alarmmelding wordt door de satelliet gebruikt om de positie van het schip binnen een straal van 3 zeemijl te bepalen. In het signaal zit tevens een identificatie van het schip vermeld.
Wanneer de satelliet binnen het bereik is van een grondstation, wordt de door de satellieten ontvangen informatie doorgestuurd. Het grondstation stuurt de informatie door naar een nationale autoriteit, waarna een opsporings- en reddingsactie in werking wordt gezet.

## Eisen
Elke EPIRB moet:
- voorzien zijn van een testmogelijkheid. Het testen van de EPIRB moet maandelijks gebeuren en worden bijgehouden in het scheepsdagboek. Dit mag nooit gedaan worden door deze daadwerkelijk te activeren, maar alleen via de testvoorziening. Door deze te activeren zal een signaal worden uitgestuurd, dat door het Cospas-Sarsat-systeem wordt herkend als een test signaal en niet wordt opgevangen als een daadwerkelijke noodoproep;
- automatisch vrijkomen en geactiveerd worden bij een zinkend schip. Om deze reden wordt de EPIRB meestal op het brugdek geplaatst. Het automatisch vrijkomen gebeurt door gebruik te maken van een hydrostatische loslaatinrichting;
- handmatig geactiveerd kunnen worden;
- minimaal 48 uur kunnen werken. Om dit te borgen moet de geldigheidsduur van de batterij periodiek gecontroleerd worden. De batterij moet voor de vervaldatum worden vervangen. Voor de meeste batterijen geldt een geldigheidsduur van 5 jaar. Dit staat doorgaans aangegeven op het label van de fabrikant.